# Station Fjerritslev
Station Fjerritslev was een spoorwegstation in het Deense Fjerritslev. Het station lag aan de lijnen Fjerritslev - Frederikshavn en Thisted - Fjerritslev.
Op 19 maart 1897 werd het station geopend als beginpunt van de Fjerritslev-Frederikshavn Jernbane (FFJ). Het in gele baksteen opgetrokken stationsgebouw was ontworpen door Thomas Arboe. Met de opening van de Thisted-Fjerritslev Jernbane (TFJ) op 19 november 1904 werd station Fjerritslev een overstappunt tussen beide vervoerders. 
Het emplacement omvatte verschillende opstelsporen. Er waren goederen- en locomotiefloodsen en een draaischijf voor beide spoorwegbedrijven. Naast het station stond het postkantoor. Van 1915 tot 1917 werd het station verbouwd en uitgebreid. Vanaf 1925 kwamen er doorgaande treinen tussen Thisted en Aalborg.
Op 31 maart 1969 werd het spoorverkeer tussen Thisted en Fjerritslev stilgelegd; een dag later volgde de sluiting van het traject Fjerritslev - Sæby. Station Fjerritslev werd hiermee opgeheven. In 1976 werd het stationsgebouw afgebroken. Alleen het postkantoor is bewaard gebleven.